# NGC 7181
NGC 7181 је лентикуларна галаксија у сазвежђу Водолија која се налази на NGC листи објеката дубоког неба.
Деклинација објекта је - 1° 57' 36" а ректасцензија 22h 1m 43,4s. Привидна величина (магнитуда) објекта NGC 7181 износи 14,4 а фотографска магнитуда 15,4. NGC 7181 је још познат и под ознакама CGCG 377-14, NPM1G -02.0476, PGC 67859.